# カスティヨン (アルプ＝マリティーム県)
カスティヨン （Castillon）は、フランス、プロヴァンス＝アルプ＝コート・ダジュール地域圏、アルプ＝マリティーム県のコミューン。マントンとソスペルからおよそ10kmのところにある。

## 歴史
カスティヨンの名が初めて記されたのは1279年の文書においてで、castrum Castilionisとあった。オック語で小さな城を示す名からきている。
カスティヨンの集落は以下の戦争や自然災害を受けて数度の再建が行われている。
- 18世紀、オーストリア継承戦争
- 1887年、リグリア地震[2]
- 1944年から1945年にかけての空爆

## 人口統計
| 1962年 | 1968年 | 1975年 | 1982年 | 1990年 | 1999年 | 2006年 | 2010年 |
| ------ | ------ | ------ | ------ | ------ | ------ | ------ | ------ |
| 82     | 97     | 55     | 79     | 187    | 282    | 327    | 372    |

参照元:1999年までEHESS、2000年以降INSEE